# Pierre Fougeyrollas
Pierre Fougeyrollas, né le 20 décembre 1922 à Mont-de-Marsan et mort le 29 mai 2008 à Paris 15e,, est un philosophe, sociologue et anthropologue français. Il a été professeur de sociologie à l'université de Paris-VII.

## Biographie
Originaire du Périgord, il étudie en Khâgne à Toulouse avec comme professeur Georges Canguilhem avant de rejoindre la résistance communiste en 1942.

### Universitaire
Il est nommé professeur à l’Université de Dakar ; puis au début des années 1970, il revient en France. Nommé professeur de Sociologie à l’université de Paris-VII. Il a été professeur émérite, a enseigné à l'École française des attachés de presse (EFAP) dirigée alors par Denis Huisman.
Pierre Fougeyrollas s'est impliqué dans le développement de la sociologie et des nouvelles perceptives de recherche en dirigeant et en faisant soutenir un très grand nombre de thèses de doctorat de 3e cycle, y compris éloignées de ses propres objets et approches marxistes. On considère qu'il serait directeur de plus d'une centaine de thèse de doctorat. En acceptant de diriger de jeunes enseignants de lycée, de centre sportifs ou maitre-assistant en marge de l'institution universitaire, il a participé à permettre le développement du courant post-moderne et du concept de postmodernité en France ou à l'universitarisation des STAPS.

### Politique

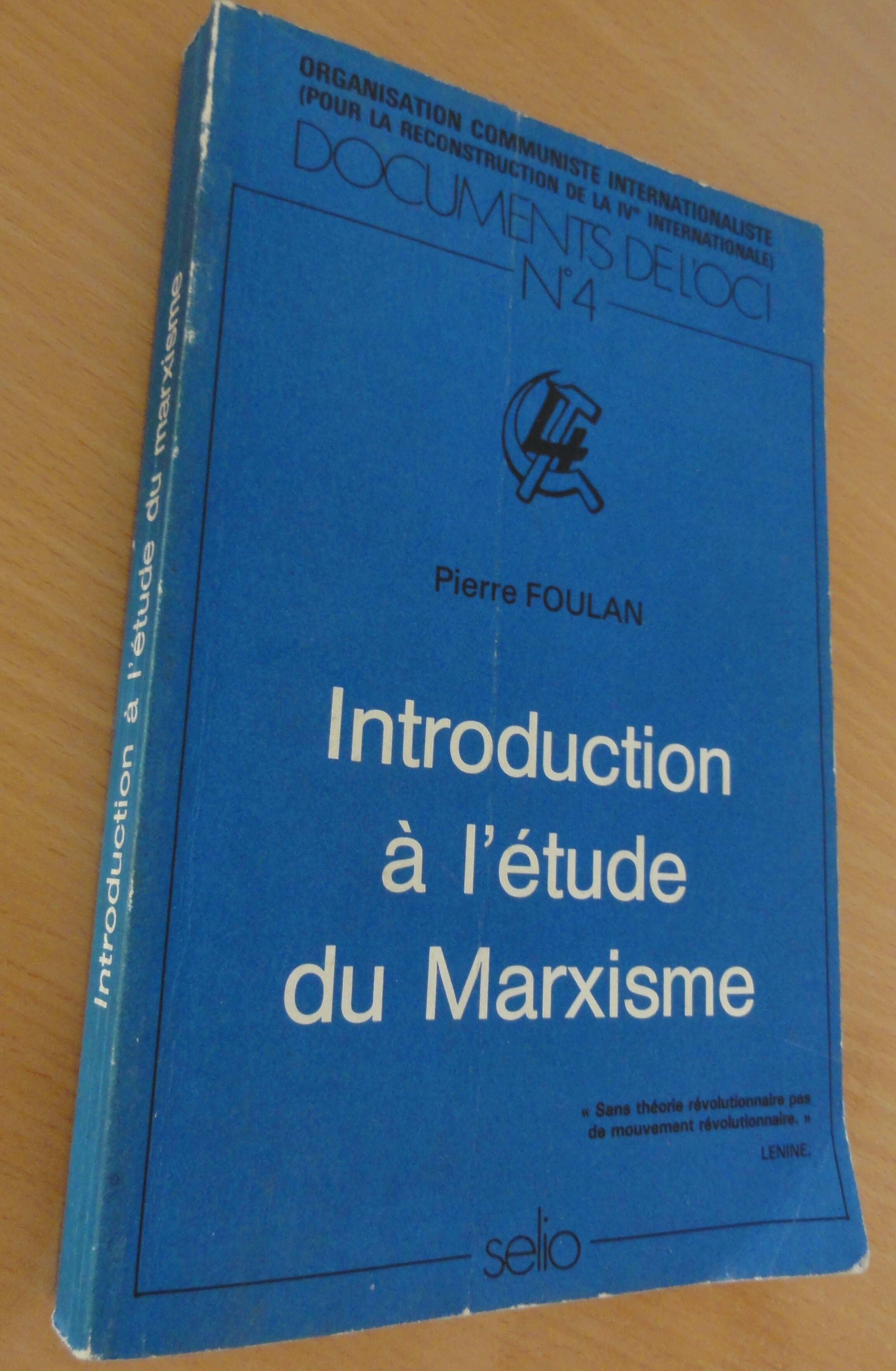
Le Foulan.

Pierre Fougeyrollas rejoint le Parti communiste dans la Résistance. S'il lui reste fidèle après la Libération, il le quitte lors de l’invasion de la Hongrie par les chars soviétiques en 1956. Au Sénégal, il devient un proche du président de la République Léopold Sédar Senghor. Il soutient à cette époque le président de la République française Charles de Gaulle, notamment lors de l'élection de 1965. Mais son nationalisme pan-africain et ses prises de position lors des événements de 1968 au Sénégal l'éloignent de Senghor.
Il confirme son adhésion à la vision marxiste en s'inscrivant en 1974 au groupe trotskiste de l’OCI et rédige avec Pierre Lambert une Introduction à l'étude du marxisme. Il rompt avec l'OCI en 1991.

### Mort
Il meurt le 29 mai 2008 à Paris, à l'âge de 85 ans. Ses obsèques eurent lieu le 4 juin 2008 au crématorium-columbarium du cimetière du Père-Lachaise dans la même ville, où il est inhumé.

## Publications et idées
Il a collaboré à la revue Arguments, et a écrit de nombreux essais parmi lesquels notons La Nation. Essor et déclin des sociétés modernes, La Révolution freudienne, Le Marxisme en question, L'Obscurantisme contemporain: Lacan, Lévi-Strauss, Althusser, La Télévision et l'éducation sociale des femmes ou encore La Révolution prolétarienne et les impasses petites-bourgeoises. Après une période d'éloignement du marxisme dans ses livres et dans la revue "méta-marxiste" Arguments, il renouvelle son marxisme au début des années 1970, convaincu de l’imminence de la révolution prolétarienne, ce qui lui fait composer une œuvre originale.

## Livres
- Morts et Résurrection de la philosophie, L'Harmattan, 2008
- Pierre Fougeyrollas et François George, Un Philosophe dans la Résistance, Odile Jacob, 2001 (ISBN 2-7381-1000-2)
- Vers la Nouvelle Pensée : Essai post-philosophique, L'Harmattan, 1994
- Marx, PUF, coll. « Que sais-je ? », 1992
- L'Attraction du futur : Essai sur la signification du présent, Méridiens – Klincksieck, 1991
- La Nation : Essor et déclin des sociétés modernes, Fayard, 1987
- Les Métamorphoses de la crise : Racismes et révolutions au XXe siècle, Hachette, 1985
- Un Destin planétaire, Spag/Papyrus, 1982
- Les Processus sociaux contemporains, Payot, 1980
- Sciences sociales et Marxisme : Savoirs et idéologies dans les sciences sociales, Payot, 1979 (réédité chez L'Harmattan en 1990)
- L'Obscurantisme contemporain : Lacan, Lévi-Strauss, Althusser, Savelli, Rome, 1976
- La Révolution prolétarienne et les Impasses petites-bourgeoises, Anthropos, 1976
- Marx, Freud et la Révolution totale, Anthropos, 1971
- La Révolution freudienne, Denoël, 1970
- Où va le Sénégal, Anthropos, 1970
- Pour une France fédérale vers l’unité européenne par la révolution régionale, Denoël, 1968
- La Télévision et l'Éducation sociale des femmes, Unesco, 1967
- Modernisation des Hommes : L'exemple du Sénégal, Flammarion, 1966
- Contradiction et Totalité, Éditions de Minuit, 1964
- La Conscience politique dans la France contemporaine, Denoël, 1963
- Le Marxisme en question, Seuil, coll. « Esprit – La Cité prochaine », 1959
- Africa Arte Negra, M.A.A.

Nombreux articles dans la revue Arguments.